# Ladica
Ladica, klizni pretinac koji je obično sastavni dio radnog stola, kuhinjskih elemenata, ormara i drugih komada namještaja. Može služiti za odlaganje uredskih i radnih potrepština, odjeće, nakita, kuhinjskog pribora i dr. Sastoji se od prednje stijenke na kojoj se nalazi ručka pomoću koje se pretinac otvara i zatvara, te četvrtastog spremnika-kutije otvorenog s gornje strane. 
Ladice se izrađuju od drveta, iverice, plastike, metala i drugih materijala. S prednje strane se može ugraditi brava, što omogućuje zaključavanje. Ovisno o materijalu i vrsti izrade, u ladice se može pohraniti od nekoliko kilograma do par stotina kilograma mase.